# Estació de Wellington - UPF
|  | El títol d'aquest article és incorrecte a causa de limitacions tècniques. El títol correcte de l'article és Wellington \| UPF. |

Wellington | UPF, anteriorment Wellington, és una estació de tramvia de les línies T5 i T6 de la xarxa del Trambesòs situada sobre el carrer de Wellington, al districte de Sant Martí, a la ciutat de Barcelona. S'ubica davant el Dipòsit de les Aigües i dona servei al campus de la Ciutadella de la Universitat Pompeu Fabra (UPF).
Es va inaugurar el 14 de juliol de 2004 amb la prolongació de la línia T4 entre Glòries i Ciutadella | Vila Olímpica.
El 9 de maig de 2022, al nom de Wellington se li afegí també el d'UPF, passant-se a denominar Wellington | UPF.
A causa del perllongament del tramvia de Glòries a Verdaguer, es varen reorganitzar les línies que passaven per la parada. La línia T4 hi deixà de circular el 21 d'octubre de 2024 i hi passaren a aturar-se tramvies de les línies T5 i T6.

## Serveis ferroviaris
| Trambesòs                  |                            |                       |        |                        |
| Procedència/Destinació     | <                          | Línia                 | >      | Procedència/Destinació |
| Ciutadella - Vila Olímpica | Ciutadella - Vila Olímpica |                       | Marina | Gorg                   |
| Ciutadella - Vila Olímpica | Ciutadella - Vila Olímpica | Estació de Sant Adrià | Marina |                        |